# Blue Cheer
Blue Cheer bylo americké rockové trio založené v roce 1967 v San Franciscu. Trio bylo jednou z prvních formací, které spojily psychedelický rock s blues a hard rockem. Jsou označováni za první heavy metalovou skupinu.
Původními členy skupiny byli Dickie Peterson (basová kytara a zpěv), Leigh Stephens (kytara) a Paul Whaley (bicí).
Blue Cheer se vyznačovali vysokou hlasitostí či hlučností hraní, které byly v jejich podání rovnocennou součástí hudebního projevu. Během nahrávání druhého alba Outsideinside v roce 1968 museli opustit nahrávací studio, protože místnost, kde nahrávali, prý svou kapacitou nepostačovala jejich neuvěřitelnému zvuku. Nahrávka nakonec unikátně vznikla na volném prostranství.
Jejich coververzi hitu Eddieho Cochrana „Summertime Blues“ z roku 1968 považují mnozí odborníci a příznivci heavy metalu za první opravdovou heavymetalovou píseň.

## Zajímavost
V roce 2004 kytarový časopis Guitar World sestavil pořadí 100 nejhorších riffů a sól všech dob. V první desítce žebříčku se coververze „Summertime Blues“ umístila na druhém místě za „vítězem“, C. C. DeVille, kytaristou skupiny Poison.

## Diskografie
- 1968 - Vincebus Eruptum
- 1968 - Outsideinside
- 1969 - New! Improved! Blue Cheer
- 1969 -  Blue Cheer
- 1970 - The Original Human Being
- 1971 - Oh! Pleasant Hope
- 1984 - The Beast Is Back
- 1989 - Blitzkrieg Over Nüremberg
- 1990 - Highlights & Low Lives
- 1991 - Dining With the Sharks
- 2003 - Live in Japan
- 2005 - Bootleg: Live - Hamburg - London
- 2007 - What Doesn't Kill You...